# Павловский, Александр Кондратьевич
Алекса́ндр Кондра́тьевич Павло́вский (1861—1923) — российский гражданский инженер, архитектор, Член Петербургского общества архитекторов с 1893 года.

## Биография
Родился 21 февраля (5 марта) 1861 года в местечке Татарбунары Аккерманского уезда Бессарабской области.
По окончании курса в Одесском реальном училище, поступил в 1880 году в Петербургское строительное училище; выпущен в 1885 году с чином гражданского инженера X класса (во время его обучения строительное училище было преобразовано в Институт гражданских инженеров).С этого времени состоял при Техническо-строительном комитете Министерства внутренних дел.
Основное внимание уделял отопительно-вентиляционной технике. Занимался частными постройками; главным образом, его техническая деятельность его была сосредоточена  в товариществе по устройству отопления и вентиляции зданий «Лукашевич и К», где в качестве техника он произвёл значительное количество специальных работ. В Санкт-Петербурге построил несколько зданий для учебных заведений, комплекс сооружений мусоросжигательной станции (Ташкентская ул., 11—15). В Пскове выполнил проект расширения Духовной семинарии (1900).
Был членом правления Общества гражданских инженеров. В 1901 году был зачислен нештатным преподавателем Института гражданских инженеров, а в 1902 году занял по конкурсу должность экстраординарного профессора по курсу отопления и вентиляции в том же институте. В 1911 году работал уже в качестве ординарного профессора и одновременно (с 1905 года) в качестве инспектора, затем проректора института до конца своей жизни. Был архитектором хозяйственного управления Синода.
Был награждён орденом Св. Станислава 2-й степени (1901).
С 1918 года работал в Управлении работами г. Ярославля .
Умер 13 июня 1923 года.

## Проекты и постройки
Известные работы архитектора А. К. Павловского в Санкт-Петербурге (указаны современные адреса):
- Здание приюта Общества вспоможения бедным. Средний пр., 103 — Наличная ул., 9 (1886—1887)[6]
- Михайловское учебно-воспитательное заведение для детей артиллерийских офицеров. Каменноостровский пр., 41 (1891—1893)[7]
- Доходный дом князей Голицыных (надстройка). Маяковского ул., 11 — Ковенский пер., 1 (1893, 1901)[8]
- Дом для инвалидов. Московский пр., 204Г (1896)[9]
- Комплекс зданий мусоросжигательной станции. Старообрядческая ул., 11; Старообрядческая ул., 15 — Ташкентская ул., 15 (1905—1907)[10][11]
- Церковь Николая Чудотворца и царицы Александры при Городской детской больнице в память Священного Коронования. Александра Матросова ул., 3А — Литовская ул., 2к15 (1908—1910)[12]